# فنجانک‌سانان
فنجانک‌سانان (نام علمی: Cyatheales) نام یک راسته از رده رده دم‌اسبی است.